# Palaeotheriidae
Die Palaeotheriidae (eingedeutscht auch Palaeotherien) sind eine ausgestorbene Säugetierfamilie. Sie sind mit den Pferden (Equidae) verwandt und werden mit diesen in die Unterordnung der Hippomorpha (Pferdeverwandten) innerhalb der Unpaarhufer (Perissodactyla) eingeordnet.
Die meisten Palaeotheriiden waren eher kleine Tiere, frühe Vertreter erreichten nur Schulterhöhen von 20 Zentimetern, während spätere Vertreter die Größe von Schweinen oder Ponys erreichten. Mindestens eine Gattung (Palaeotherium) erreichte aber sogar die Ausmaße eines Nashorns. An den Vorderbeinen hatten sie vier und an den Hinterbeinen drei Zehen, im Gegensatz zu den Pferden ist es zu keiner Reduktion der Zehenanzahl gekommen. Die Backenzähne waren niederkronig und an eine weiche Pflanzennahrung wie etwa Blätter angepasst. Vermutlich lebten diese Tiere vorrangig in Gruppen, ihr Lebensraum dürften in erster Linie sumpfige Wälder gewesen sein.
Als einer der frühesten Vertreter gilt Hyracotherium, dessen systematischer Status allerdings umstritten ist – manchmal wird es auch als basaler Vertreter der Hippomorpha betrachtet. Spätere Vertreter umfassten die auch in Deutschland gefundene Gattung Propalaeotherium, Pachynolophus, Plagiolophus und Palaeotherium, das vermutlich ähnlich wie die Tapire einen kurzen Rüssel aufwies.
Im Gegensatz zu den Pferden waren die Palaeotheriidae weitgehend auf Eurasien beschränkt, die meisten Fossilien wurden in Europa gefunden. Im Oligozän sind diese Tiere ausgestorben.